# 松田広子
松田 広子（まつだ ひろこ、1960年 - ）は、日本の映画プロデューサーである。

## 経歴
1960年、東京都に生まれる。『STUDIO VOICE』と『SWITCH』の編集者を務めたのち、1994年に独立。映画プロデューサーとして『大いなる幻影』『どこまでもいこう』『アカシアの道』などの作品を手がけた。2013年の第14回東京フィルメックスでは、コンペティション部門の審査員を務めた。

## フィルモグラフィー

### 映画
- おかえり（1996年）
- 大いなる幻影（1999年）
- どこまでもいこう（1999年）
- アカシアの道（2001年）
- アンテナ（2004年）
- カナリア（2005年）
- 恋するマドリ（2007年）
- アブラクサスの祭（2010年）
- あれから（2012年）
- 岸辺の旅（2015年）
- 雨にゆれる女（2016年）
- PARKS パークス（2017年）
- 教誨師（2018年）